# (8720) Takamizawa
(8720) Takamizawa (1995 WE1) – planetoida z pasa głównego asteroid okrążająca Słońce w ciągu 5,42 lat w średniej odległości 3,08 au. Odkryta 16 listopada 1995 roku.